# Окси-плюмбо-ромеїт
Окси-плюмбо-ромеїт — мінерал класу оксидів, що відноситься до групи ромеїту.
Окси-плюмбо-ромеїт — оксид свинцю і стибію, свинцевий аналог окси-кальціє-ромеїту. Він може включати більшу частину звичайного, але маловивченого матеріалу, відомого як біндгейміт. Він кристалізується в кубічній системі, утворюючи округлі зерна, рідше недосконалі октаедри. Іноді має землистий габітус. Твердість за шкалою Мооса становить 5. Утворює ряд твердих розчинів з фтор-кальціє-ромеїтом.
Відповідно до класифікації Нікеля-Штрунца, окси-плюмбо-ромеїт належить до «04.DH: Оксиди зі співвідношенням метал: кисень = 1:2 і подібні, з великими катіонами; площини, які мають спільні сторони октаедрів».
Прояви мінералу описані в копальні Алфоржа (Алфоржа, Баш-Камп), у копальні Сан-Мігель (Рібас-да-Фразе), у копальні Лес-Ферререс (Кампрудон, Рипульєс), і у копальні «Ірис 18» в Ескорналбу, Ріудеканьяс (Баш-Камп, Таррагона).